# Die Presse
«Die Presse» — общенациональная австрийская ежедневная газета, которая является частью Styria Media Group. Редакция газеты находится в Вене.
Основана во времена австрийской Революции 1848—1849 годов предпринимателем Августом Цангом (англ.) по примеру парижской La Presse; первый номер вышел 3 июля 1848 года.
«Die Presse» выходит семь раз в неделю. В воскресенье можно приобрести специальный выпуск «Die Presse am Sonntag» («Die Presse в воскресенье»). Газета выходит каждый день по крайней мере на 24-х страницах, которые включают темы внутренней политики, внешней политики, экономики и культуры.
В 2005 году редакция газеты была названа лучшей редакцией новостного издания в Австрии.
С 2022 года главным редактором «Die Presse» является Флориан Асамер, который с 2011 года работал заместителем главного редактора. Управляющие директора «Die Presse» — Гервиг Лангангер, Рудольф Шварц и Флориан Асамер. Головная компания Styria Media Group базируется в Граце и владеет несколькими газетами в Австрии (Die Presse, Kleine Zeitung, Die Furche), журналами, радиостанциями и интернет-порталами.
Основная редакционная политика газеты «Die Presse» записана в уставе редакции и звучит следующим образом: «„Die Presse“ придерживается независимости от политических партий буржуазно-либеральных взглядов на высококлассном уровне. Она выступает за парламентскую демократию, основанную на многопартийности и законности». В «Die Presse» неоднократно печатались Карл Маркс и Теодор Герцль.
Тираж газеты составляет 68 000 проданных экземпляров ежедневно. Исходя из цифр продаж, это третья по величине ежедневная газета Австрии. По данным анализа средств массовой информации в 2016 году освещение событий и новости газеты читают каждый день более 296 000 человек, эта цифра составляет 4 % всего населения Австрии. Газета пользуется популярностью прежде всего среди учёных и читателей с хорошим уровнем доходов.
С марта 2017 года некоторые статьи под знаком «Премиум» можно купить онлайн.